# Saccogaster
Saccogaster é um género de peixe da família Bythitidae.
Este género contém as seguintes espécies:
- Saccogaster brayae Nielsen, Schwarzhans & Cohen, 2012
- Saccogaster hawaii Cohen & Nielsen, 1972
- Saccogaster horrida Nielsen, Schwarzhans & Cohen, 2012
- Saccogaster maculata Alcock, 1889
- Saccogaster nikoliviae Nielsen, Schwarzhans & Cohen, 2012
- Saccogaster parva Cohen & Nielsen, 1972
- Saccogaster staigeri Cohen & Nielsen, 1972
- Saccogaster tuberculata (Chan, 1966)